# Sabulodes contemnaria
Sabulodes contemnaria är en fjärilsart som beskrevs av Walker 1860. Sabulodes contemnaria ingår i släktet Sabulodes och familjen mätare. Inga underarter finns listade.